# Ibicuí (Mangaratiba)
Ibicuí é uma localidade do distrito de Mangaratiba (1º dos seis distritos) do município de Mangaratiba, situado na região litorânea da Costa Verde, no Sul do estado do Rio de Janeiro, Brasil. 
Possui uma bela praia, que é acessível pela rodovia RJ-014.
Perto da praia, o distrito é cortado por uma ferrovia, o Ramal de Mangaratiba da antiga Estrada de Ferro Central do Brasil, atualmente concedida ao transporte de cargas. 